# Paulo II de Constantinopla
Paulo II foi um patriarca de Constantinopla de 641 a 653. Ele assumiu a regência para o imperador bizantino Constante II após a crise de sucessão em 641.  Paulo não foi reconhecido pelo Papa Teodoro I por ter se recusado a reconhecer como canônica a deposição de Pirro I, seu antecessor. 
Ele acabou condenado como herético no Segundo Concílio de Constantinopla, que condenou o monotelismo.